# Bécasseau à échasses
Calidris himantopus
Espèce
Synonymes
- Micropalama himantopus (protonyme)

Statut de conservation UICN

 NT A2b+4b : Quasi menacé
Le Bécasseau à échasses (Calidris himantopus) ou Bécasseau échasse, est une espèce d'oiseaux limicoles appartenant à la famille des Scolopacidae.

## Description

Carte de répartition
Aire de nidification
Voie migratoire
Aire d'hivernage

Ce bécasseau mesure de 18 à 23 cm de longueur.

### Source
- Taylor D. (2006) Guide des limicoles d'Europe, d'Asie et d'Amérique du Nord. Delachaux & Niestlé, Paris, 224 p.